# Diabla Turnia
Diabla Turnia (niem. Goldturm, słow. Zlatinská veža, węg. Arany-torony, 2356 m) – wybitna turnia w słowackich Tatrach Wysokich w Grani Baszt (Hrebeň bášt), rozdzielającej doliny: Młynicką (Mlynická dolina) i Mięguszowiecką (Mengusovská dolina). Znajduje się między Diablowiną (Diablovina, 2379 m), od której oddziela ją Diabla Przełęcz Wyżnia (2343 m) a Zadnią Basztą (Zadná bašta, 2364 m), od której oddziela ja Diabla Przełęcz (2319 m). Wysunięta jest urwistą ścianą z filarem nad Dolinką Szatanią w Dolinie Mięguszowieckiej. Od prawej strony (patrząc od dołu) jego ograniczenie tworzy Diabli Żleb, z lewej strony urwiste zacięcie opadające z Diablej Przełęczy Wyżniej. Filar ma wysokość około 300 m.
Pierwsze odnotowane wejście: Günter Oskar Dyhrenfurth, Hermann Rumpelt 13 czerwca 1907 r., podczas przejścia Grani Baszt.
Drogi wspinaczkowe
1. Wschodnią ścianą; IV w skali tatrzańskiej, czas przejścia 3 godz.
2. Lewą częścią wschodniej ściany; V, 3 godz.
3. Granią z Diablej Przełęczy na Diablą Przełęcz Wyżnią; 0+, 10 min.[4]

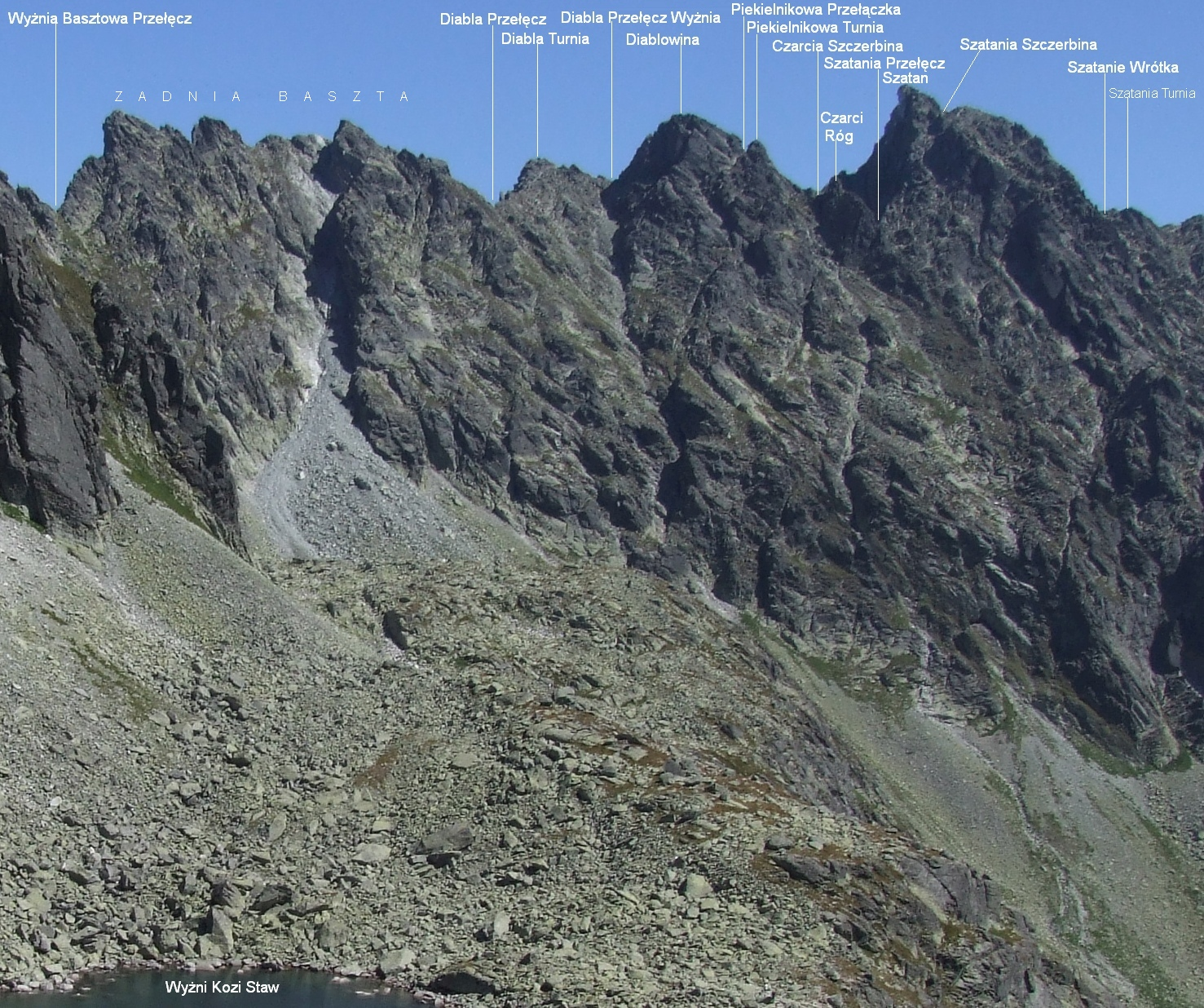
Widok z Doliny Młynickiej